# Sultanat Witu

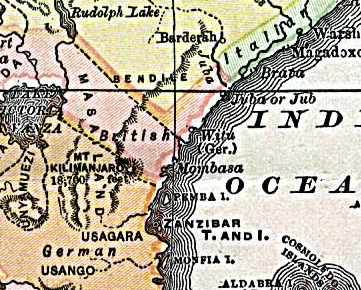
Witu an der ostafrikanischen Küste, Karte um 1890

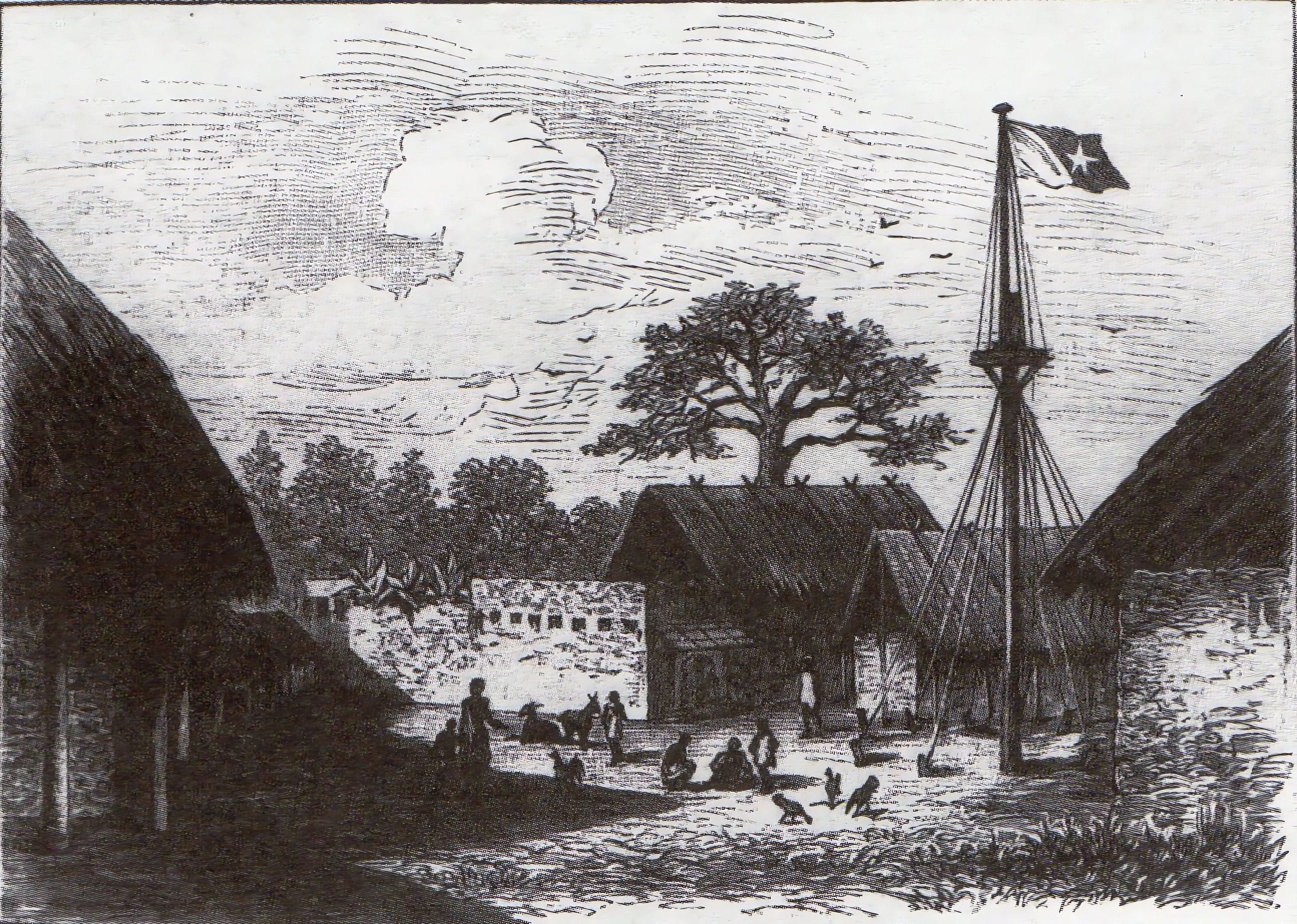
Haus des Sultans mit der Flagge von Witu um 1890

Witu (auch Wituland oder Witugebiet) war ein afrikanisches Sultanat an der nördlichen Küste des heutigen Kenia. Von 1885 bis 1890 wurde in Witu ein sogenanntes „deutsches Schutzgebiet“ eingerichtet, das auch Suaheli-Land genannt wurde. Es erstreckte sich nördlich des Tanaflusses vom Ort Kipini am Osifluss bis zum Ort Mkonumbe an der Lamubucht gegenüber der Insel Lamu über eine Länge von etwa 40 km. 1890 ging das Protektorat an Großbritannien über, das in der Folgezeit Witu als Teil von Britisch-Ostafrika verwaltete. Dadurch verlor das kleine Sultanat seine Eigenständigkeit.

## Vorgeschichte
1858 gründete Sultan Ahmad ibn Fumo Bakari, aus der alten Herrscherfamilie der Nabahani, von der Stadt Pate auf der gleichnamigen Insel im Lamu-Archipel den Ort Witu als Regierungssitz auf dem Festland, um vor der Expansion der Macht Sansibars auszuweichen. Angesichts der Versuche Sansibars, auch das Gebiet von Witu unter Kontrolle zu bekommen, wandte sich der Sultan bereits 1867 an den deutschen Afrikareisenden Richard Brenner mit der Bitte, einen Schutzvertrag mit Preußen zu vermitteln. 1878/79 lernte der Sultan die deutschen Brüder Clemens und Gustav Denhardt kennen, die damals das Gebiet am Fluss Tana erforschten. Diese betrieben dann in Deutschland die Gründung einer Tana-Gesellschaft, was nach dreijährigen Bemühungen im November 1882 zunächst zur Entstehung eines provisorischen Komitees führte. Für den Vorsitz des Komitees konnte Clemens Denhardt den Berliner Oberbürgermeister Max von Forckenbeck gewinnen. Im Dezember 1884 kehrten die Denhardts nach Ostafrika zurück.

## Witu und deutsche Kolonialbestrebungen (1885–1890)

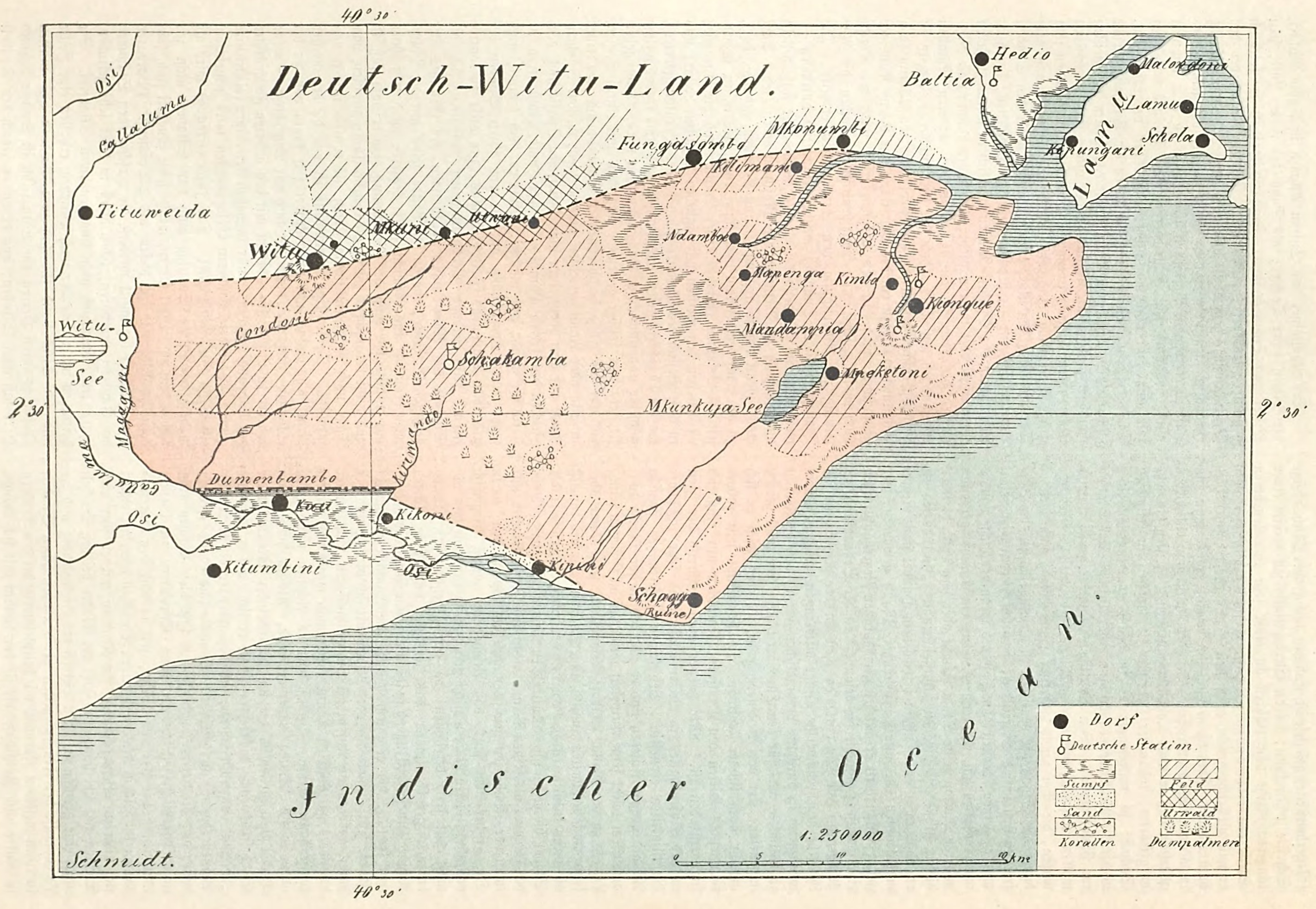
Das von der Witu-Gesellschaft beanspruchte Gebiet (hier Deutsch-Witu-Land genannt) nach einer Karte von Rochus Schmidt aus dem Jahr 1888.

Am 8. April 1885 erwarben die Brüder Denhardt vom Sultan Ahmad ein Gebiet von 25 × 25 Meilen (1600 km²) für ihr Tana-Komitee und beantragten einen Schutzbrief des Deutschen Reiches. Dieser Schutz wurde am 27. Mai 1885 ausgesprochen. Die Denhardts verkauften dann 1400 km² an die spätere Deutsche Witu-Gesellschaft, die ab 1887 als Kolonialgesellschaft deutschen Rechts die Souveränität im Auftrag des Reiches innehatte.
Das Gebiet des Sultans wurde seit 1885 deutscherseits zu den Schutzgebieten gezählt. Im April 1885 übermittelte der Sultan dem deutschen Generalkonsulat in Sansibar seinen Wunsch, mit dem deutschen Kaiser in ein freundschaftliches Verhältnis und unter dessen Schutz zu treten, was umgehend aus Berlin positiv beantwortet wurde. Damit war aber keine Vereinbarung über Aufgabe von Souveränitätsrechten verbunden.
Sultan Barghasch ibn Said von Sansibar war inzwischen höchst beunruhigt, da erst wenige Wochen zuvor im Februar 1885 der deutsche Schutzbrief für die Ansprüche von Carl Peters auf dem Festland gegenüber Sansibar (Tanganjika) ausgestellt worden war. Der Sultan protestierte im April 1885 telegrafisch in Berlin und setzte Soldaten gegen Witu in Marsch. Das Erscheinen des Ostafrikanischen Kreuzergeschwaders vor Sansibar zwang ihn jedoch zum Einlenken und zur Anerkennung der deutschen Ansprüche. Kurz darauf stattete eine Delegation der Korvette Gneisenau dem neuen „Schutzgebiet“ den ersten offiziellen Besuch ab. 1886 erkannte Großbritannien als rivalisierende Kolonialmacht in der Region das deutsche Protektorat im Raum Daressalam/Pangani an. Dies galt indirekt auch für die Küste und das Hinterland Witus. Im Gegenzug respektierte aber wiederum Deutschland eine provisorische Einflusssphäre Englands nördlich der Linie Tanga–Victoriasee. Die geopolitische Lage Witus blieb daher zunächst in der Schwebe.
Der deutsche Offizier Rochus Schmidt befand sich 1886 und 1887 als Beauftragter der Witu-Gesellschaft im neuen Schutzgebiet. Er legte Stationen an, bereiste die Nachbarländer und half bei der Abwehr von Angriffen. Einige deutsche Siedler begannen mit Plantagenwirtschaft und Handel. Es war aber nicht genügend Kapital für Investitionen vorhanden. Die deutsche Regierung hielt sich finanziell ganz zurück und beschränkte sich auf ein kleines Militärkontingent sowie auf die Einrichtung einer kaiserlichen Postagentur auf Lamu. Die britischen Ostafrikadampfer legten aber so selten in Lamu an, dass der Post- und Güterverkehr meist zeitraubend und teuer über die größeren Häfen in Malindi oder Mombasa abgewickelt werden musste.
1890 war die Witu-Gesellschaft finanziell am Ende und ging durch Vertrag vom 10. Mai 1890 in der Deutsch-Ostafrikanischen Gesellschaft auf. Inzwischen hatte der deutsche Generalkonsul zu Sansibar einen Schutzvertrag mit dem neuen Sultan von Witu, Fumo Bakari, über den Herrschaftsbereich des Sultanats geschlossen.

## Britische Besitzergreifung (1890–1895)
Für alle Beteiligten überraschend kam die Nachricht vom deutsch-britischen Abkommen vom 1. Juli 1890: Deutschland zog seine Schutzherrschaft über Witu zugunsten von Großbritannien zurück. Großbritannien verpflichtete sich, die Souveränität des Sultans von Witu über das Gebiet anzuerkennen, welches sich von Kipini bis zu dem im Jahre 1887 als Grenze festgesetzten Punkt gegenüber der Insel von Kweihu (heute: Kiwaiyu, nördlichste Insel des Lamu-Archipels) erstreckt. Deutschland verzichtete ferner auf seine bislang nicht realisierten Ansprüche auf die an Witu nördlich angrenzende Küste bis nach Kismayu sowie auf die Inseln Pate und Manda. Der Sultan war verärgert und sah sich von den Deutschen verraten. Der Ärger verbreitete sich auch in der Bevölkerung.
Ein Zwischenfall führte dann zum gewalttätigen Ende der deutschen Präsenz (nach einem britischen Bericht): Der bayerische Landwirt Andreas Küntzel legte bei Mkonumbi auf dem Gebiete des Sultans eine Sägemühle an und begann Holz zu fällen. Er hatte dazu keine Erlaubnis des Sultans. Am 15. September tauchten bewaffnete Leute des Sultans an seiner Sägemühle auf. Küntzel ging mit acht Begleitern nach Witu und verlangte den Sultan zu sprechen. Er sollte vor dem Stadttor warten, drang aber gewaltsam in die Palisadenbefestigung ein. Dabei wurden Küntzel und vier seiner Begleiter erschossen. Ein junger Deutscher, der an der Sägemühle verblieben war, wurde am folgenden Tag erschossen, ein weiterer Deutscher wurde zwei Tage später überfallen und getötet.
Die deutsche Regierung sandte eine Protestnote nach Großbritannien und forderte Bestrafung und Schadenersatz. Die Briten forderten Sultan Fumo Bakari auf, sich einem Gerichtsverfahren auf Lamu zu stellen. Da er dem keine Folge leistete, landeten die Briten eine Streitmacht aus fast 800 Seeleuten und Marineinfanteristen, 150 indischen Polizisten der Britischen Ostafrikanischen Gesellschaft, 200 sansibarischen Soldaten sowie 250 einheimischen Hilfstruppen und riefen das Kriegsrecht über Witu aus. Mehrere Dörfer wurden abgebrannt, Witu gestürmt und ebenfalls niedergebrannt. Der Sultan zog sich mit seiner Streitmacht vor den britischen Geschützen in den Busch zurück. Die britische Streitmacht zog wieder nach Sansibar ab.
Am 15. November erklärte Großbritannien Witu zum Protektorat, unternahm aber noch keine Schritte zur Durchsetzung. Bakari starb Anfang 1891. Sein Bruder Shehe wollte Friedensverhandlungen aufnehmen, wurde aber abgesetzt und eingesperrt. Sein Bruder Fumo Omari übernahm die Regierung.
Im März 1891 wurde dann ein Abkommen zwischen der britischen Regierung, der Britischen Ostafrikanischen Gesellschaft und den Vertretern Witus abgeschlossen. Die Verwaltung wurde der Gesellschaft übertragen, die Sklaverei für abgeschafft erklärt und 250 indische Polizisten der Gesellschaft unter dem Kommando eines britischen Offiziers stationiert.
Sultan Fumo Omari hielt sich nicht sehr an die Oberhoheit der britischen Gesellschaft. So kam es seit März 1893 wieder zu Kämpfen, die sich das ganze Jahr über hinzogen. Die Britische Ostafrikanische Gesellschaft gab Witu an die britische Regierung zurück. Nur mit zwei erneuten Invasionen britischer Marinestreitkräfte war die Kontrolle über das Gebiet aufrechtzuerhalten. Die Briten unterstellten das Gebiet dem Sultan von Sansibar, so dass nun die rote Fahne Sansibars über Witu aufgezogen wurde.
Erst als Fumo Omari starb, beruhigte sich die Lage endgültig. 1895 war die britische Position stark genug, um mit Omari bin Mohammed einen neuen Sultan einsetzen zu können. Ihm wurde – ähnlich wie dem Sultan von Sansibar – ein britischer Resident zur Seite gestellt, der die Durchsetzung der britischen Interessen unter Beibehaltung eines gewissen Maßes an Eigenverwaltung sicherstellte.

## Weitere Entwicklung bis heute
1905 wechselte die britische Zuständigkeit für Witu vom Außenministerium zum Kolonialministerium. Seither wurde Witu nur noch als Teil der Tanaprovinz des kenianischen Küstenprotektorats verwaltet. Von der vertraglich zugesicherten Souveränität war später keine Rede mehr. Mit dem Tod von Omar bin Hamed im Jahr 1923 war das Kapitel dann endgültig abgeschlossen.
Gustav Denhardt versuchte anscheinend weiterhin, Aktivitäten in Witu aufrechtzuerhalten. Er wurde dort von den Briten zu Beginn des Ersten Weltkrieges 1914 verhaftet und in Indien interniert.
Heute gehört Witu zu Kenia und ist Teil des Distriktes von Lamu.

## Philatelie
Nach dem Übergang Witus an Großbritannien tauchten im Handel sowie später im Nachlass von Denhardt Briefmarken mit der Bezeichnung „Postage Malakote“ in Pesa- und Rupie-Werten auf. Die Bezeichnung bezieht sich auf das Siedlungsgebiet der Malakote-Volksgruppe, die am mittleren Tanafluss außerhalb des Witugebiets siedelt. Es ist unsicher, von wem diese Marken herausgegeben wurden und ob sie sich auf eine tatsächlich je eingerichtete Poststation beziehen. Laut einer Publikation von 1921 waren sie von den Brüdern Denhardt für den Verkehr im Hinterland bestimmt, jedoch nicht in Gebrauch. Von der Post innerhalb des Sultanats sind hingegen Dienst- und Freimarken bekannt, die zur Zeit der deutschen Schutzherrschaft durch Stempel mit einem W- bzw. Wito-Schriftzug entwertet wurden.